# Clogheen (County Tipperary)
Clogheen (irisch An Chloichín, „das Steinchen“) ist ein Dorf mit 564 Einwohnern (2022) im County Tipperary in der Republik Irland. Es liegt im Townland Clogheen Market (Cloichín an Mhargaidh). 

## Lage
Clogheen liegt etwa 14 Kilometer südsüdwestlich von Cahir im Galtee-Vee-Tal am River Tar. Im Ortskern kreuzen sich die R665 von Mitchelstown nach Clonmel und die R668 von Lismore nach Cahir. Im Süden liegen die Knockmealdown Mountains.

## Geschichte
Erstmalig erwähnt wird die Siedlung in der Zeit um 1650. Clogheen entwickelte sich zu einer landwirtschaftlich dominierten Siedlung.
1810 wurde Shanbally Castle für Cornelius O’Callaghan nach Entwürfen des Architekten John Nash errichtet (und 1960 abgebrochen).

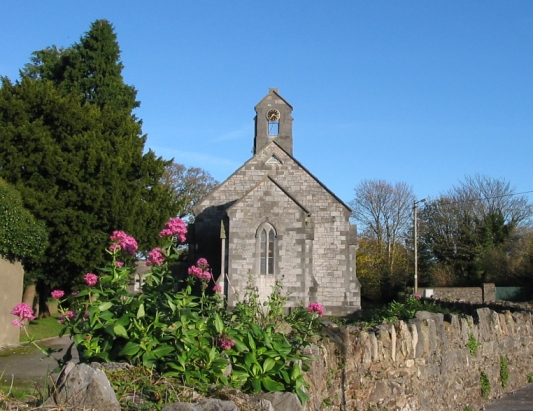
St. Mary’s Church
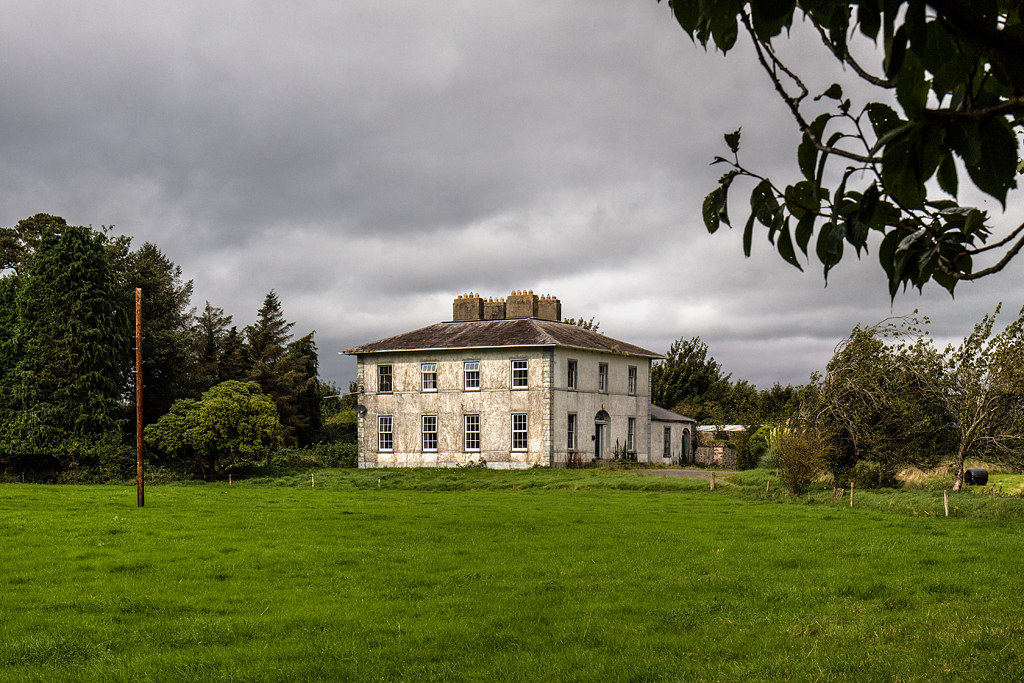
Clashaphooca House

## Söhne und Töchter der Stadt
- Nan Joyce (1940–2018), Aktivistin der Pavee (Irish Travellers)
- Edward Sackville-West, 5. Baron Sackville (1901–1965), britischer Musikkritiker

## Trivia
Als 2000 ein Brandanschlag auf eine Flüchtlingsunterkunft, ein ehemaliges Hotel, stattfand, diente dies Gerard Stembridge als Vorlage für seinen Film Black Day at Black Rock.